# Estación Adolfo Van Praet
Adolfo Van Praet es una estación ferroviaria ubicada en la localidad de Adolfo Van Praet, en el Departamento Realicó, Provincia de La Pampa, Argentina.

## Ubicación
La estación se encuentra ubicada a 85 km al norte de la ciudad de General Pico.

## Servicios
No presta servicios de pasajeros.
Sus vías están concesionadas a la empresa de cargas Ferroexpreso Pampeano